# Болховитинов, Николай Николаевич
Никола́й Никола́евич Болхови́тинов (26 октября 1930, Москва — 1 октября 2008) — советский и российский историк, специалист в области истории США, международных отношений и внешней политики России. Доктор исторических наук (1965), член-корреспондент АН СССР с 23 декабря 1987 года по Отделению истории (всеобщая история), академик РАН с 11 июня 1992 года.

## Биография
Родился в семье известного учёного-металловеда, профессора Николая Феодосиевича Болховитинова (1894—1964), который незадолго до рождения сына был арестован и находился в ссылке на Северном Урале. Мать историка, Лидия Ильинична Болховитинова (в девичестве Комарова, 1896—1971), — выпускница Московского университета, была филологом-русистом.
Окончил историко-международный факультет МГИМО (1953, дипломная работа была посвящена доктрине Монро), ученик Алексея Владимировича Ефимова и Евгения Викторовича Тарле. В 1959 году в МГПИ им. В. П. Потёмкина защитил кандидатскую диссертацию «Происхождение и характер доктрины Монро (1823)» (научный руководитель академик Алексей Леонтьевич Нарочницкий), в 1965 — докторскую диссертацию «Становление русско-американских отношений (1775—1815)». В 1957—1958 годах работал в редакционном аппарате Комиссии по изданию дипломатических документов МИД СССР, принял активное участие в подготовке «Внешней политики России XIX и начала XX вв.». С 1958 года — сотрудник Института истории АН СССР (с 1968 — Институт всеобщей истории), с 1963 года — старший, с 1986 года — ведущий научный сотрудник, в 1988—1992 годах заведовал отделом истории США и Канады, с 1992 года — главный научный сотрудник и руководитель Центра североамериканских исследований. Заместитель академика-секретаря Отделения истории РАН (1992—2002).
Преподавал на историческом факультете МГУ (1967—1974, с 1969 года — профессор), в Симферопольском (1975—1984) и Портлендском (1976) университетах, а также в МГИМО (1989—1990) и РГГУ (1991—1994). Читал специальные курсы по проблемам войны за независимость США, «джексоновской демократии» XIX века, вёл спецсеминар «Движущие силы и характер американской революции XVIII века»

Могила Н. Н. Болховитинова на Новодевичьем кладбище Москвы

Член редколлегии журналов «Новая и новейшая история» (1969—1987), «Вопросы истории» (1988—2008), «Исторический архив» (1993—2008), «Исторические записки» (1995—2008), «Русская Америка» (1995—2008). С 1968 по 2001 год восемь раз проходил стажировку и работал в рамках грантов в США. Ответственный редактор 1-го тома академической «Истории США» (1983). Член консультативного совета журнала «America: History and Life» (с 1991), консультант-редактор «The Journal of American history» (c 1992). В 1989—2008 годах — ответственный редактор «Американского ежегодника». Был действительным членом Русского географического общества и иностранным членом-корреспондентом Исторического центра Варгаса (Венесуэла). В 2005 году избран почётным иностранным членом Американской исторической ассоциации.
Лауреат Государственной премии Российской Федерации в области науки и техники (1997) за цикл монографий о становлении и развитии отношений России и США с XVIII века по 1867 год. Совместно с Андреем Вальтеровичем Гринёвым удостоен премии имени Н. И. Кареева РАН (2003) за трёхтомное исследование «История Русской Америки (1732—1867)».
Скончался 1 октября 2008 года. Похоронен в Москве на Новодевичьем кладбище рядом с отцом.

## Основные работы
Книги
- Доктрина Монро: происхождение и характер. — М.: Изд-во ИМО, 1959. — 336 с.
- Становление русско-американских отношений (1775—1815). — М.: Наука, 1966. — 639 с. переиздано на англ. яз. в 1975 г.
- Русско-американские отношения (1815—1832). — М.: Наука, 1975. — 626 с.
- Россия и война США за независимость (1775—1783). — М.: Мысль, 1976. — 272 с. переиздано на англ. яз. в 1976 г.
- Россия и США: становление отношений (1765—1815). — М., 1980. — 752 с. (редактор) переиздано на англ. яз. в 1975 г.
- США: проблемы истории и современная историография. — М.: Наука, 1980. — 405 с.
- Россия и США: архивные документы и исторические исследования. — М.: Наука, 1984. — 105 с. переиздано на англ. яз. в 1986 г.
- Русско-американские отношения и продажа Аляски (1834—1867). — М.: Наука, 1990. — 367 с. ISBN 5-02-008997-4.
- Россия открывает Америку (1732—1799). — М.: Междунар. отношения, 1991. — 303 с. переиздано на исп. яз. в 1992 г.
- История Русской Америки (1732—1867) (общая редакция):
  - Т. 1 : Основание Русской Америки, 1732—1799. — М.: Междунар. отношения, 1997. — 479 с.
  - Т. 2 : Деятельность Российско-американской компании, 1799—1825. — М.: Междунар. отношения, 1999. — 472 с.
  - Т. 3 : Русская Америка: от зенита к закату, 1825—1867. — М.: Междунар. отношения, 1999. — 560 с.
- Становление и развитие русско-американских отношений (1732—1867): некоторые итоги исследований. — М., 1998. — 38 c.
- Американская цивилизация как исторический феномен: восприятие США в американской, западноевропейской и русской общественной мысли. — М.: Наука, 2001. — 495 с. (совм. с В. М. Черемных)
- Жизнь и деятельность Г. В. Вернадского (1867—1973) и его архив. — Саппоро: Ун-т Хоккайдо, Центр славянских исследований, 2002. — 64 с.
- Русские учёные-эмигранты (Г. В. Вернадский, М. М. Карпович, М. Т. Флоринский) и становление русистики в США. М., 2005. — 142 с.
- Российско-Американская компания и изучение Тихоокеанского севера (1815—1841): сборник документов. — М.: Наука, 2005. — 459 с. (редактор)

Статьи
- Становление научных и культурных связей между Америкой и Россией // История СССР. 1965. № 5.
- Russia and the Declaration of Non-Colonization Principle: New Archival Evidence // Oregon Historical Quarterly. Vol. LXXIII. № 2 (June 1971). P. 101—126.
- В архивах и библиотеках США: находки, встречи, впечатления // Американский ежегодник. 1971.
- Р. Б. Моррис и «прогрессистские» традиции в историографии США // Марксизм-ленинизм и развитие исторической науки в странах Западной Европы и Америки: (В 2-х тт.). — М., 1985. — Т. 2. — С. 242—249.
- Общественность США и ратификация договора 1867 г. // Американский ежегодник, 1987. — М., 1987. — С. 157—174.
- Как продали Аляску // Международная жизнь. 1988. № 7. — С. 120—131.
- Россия и начало Гражданской войны в США. По архивным материалам // Новая и новейшая история. 1995. № 3. — С. 30-42.
- Отклики в США на отмену крепостного права в России // Вопросы истории. 1995. № 8. — С. 126—132.
- Историки в поисках истины: визит русского флота в США в 1863—1864 гг. // Американский ежегодник. 1994. — М., 1995. — С. 194—207.
- Русские эскадры в США в 1863—1864 гг. // Новая и новейшая история. 1996. № 5. — С. 195—216.
- Миссия Клея в Россию, 1861—1862 // Американский ежегодник. 1995. — М., 1996. — С. 130—146.
- О времени и о себе: заметки историка // Историки России о времени и о себе. Вып. 1. — М., 1997.
- Российская американистика (1814—1999) // Исторические записки. 2000. № 3. — С. 48-64.
- Г. В. Вернадский в Америке: трудный путь к признанию (1927—1946) // Историческая наука на рубеже веков. — М.: Наука, 2001. — С. 209—227.